# Goriška vas pri Škocjanu
Goriška vas pri Škocjanu je naselje v Občini Škocjan.